# 1952年ヘルシンキオリンピックのボクシング競技
1952年ヘルシンキオリンピックのボクシング競技（1952ねんヘルシンキオリンピックのボクシングきょうぎ）は、男子のみ10階級で行われた。今大会よりライトウェルター級とライトミドル級が増設された。

## 競技結果
| 階級                          | 金                                          | 銀                                              | 銅                                        |
| ----------------------------- | ------------------------------------------- | ----------------------------------------------- | ----------------------------------------- |
| フライ級 （51kg）             | ネイト・ブルックス アメリカ合衆国 (USA)     | エドガル・バーゼル 西ドイツ (FRG)               | アナトリー・ブラコフ ソビエト連邦 (URS)   |
| フライ級 （51kg）             | ネイト・ブルックス アメリカ合衆国 (USA)     | エドガル・バーゼル 西ドイツ (FRG)               | ウィリアム・トウィール 南アフリカ (RSA)   |
| バンタム級 （54kg）           | ペンッティ・ハマライネン フィンランド (FIN) | ジョン・マクナリー アイルランド (IRL)           | ゲンナジー・ガルブゾフ ソビエト連邦 (URS) |
| バンタム級 （54kg）           | ペンッティ・ハマライネン フィンランド (FIN) | ジョン・マクナリー アイルランド (IRL)           | 姜俊鎬 韓国 (KOR)                         |
| フェザー級 （57kg）           | ヤン・ザカーラ チェコスロバキア (TCH)       | セルジオ・カプラリ イタリア (ITA)               | レナード・レイシング 南アフリカ (RSA)     |
| フェザー級 （57kg）           | ヤン・ザカーラ チェコスロバキア (TCH)       | セルジオ・カプラリ イタリア (ITA)               | ジョセフ・ベンタヤ フランス (FRA)         |
| ライト級 （60kg）             | アウレリアーノ・ボロネージ イタリア (ITA)   | アレクシー・アントキービック ポーランド (POL)   | ゲオルギー・フィアット ルーマニア (ROM)   |
| ライト級 （60kg）             | アウレリアーノ・ボロネージ イタリア (ITA)   | アレクシー・アントキービック ポーランド (POL)   | エルキ・パッカネン フィンランド (FIN)     |
| ライトウェルター級 （63.5kg） | チャールズ・アドキンズ アメリカ合衆国 (USA) | ヴィクトール・メドノフ ソビエト連邦 (URS)       | エルキ・マレニアス フィンランド (FIN)     |
| ライトウェルター級 （63.5kg） | チャールズ・アドキンズ アメリカ合衆国 (USA) | ヴィクトール・メドノフ ソビエト連邦 (URS)       | ブルノ・ビザンティン イタリア (ITA)       |
| ウェルター級 （67kg）         | ジグムント・チチラ ポーランド (POL)         | セルゲイ・スチェルバコフ ソビエト連邦 (URS)     | ギュンター・ハイドマン 西ドイツ (FRG)     |
| ウェルター級 （67kg）         | ジグムント・チチラ ポーランド (POL)         | セルゲイ・スチェルバコフ ソビエト連邦 (URS)     | ビクトル・ヨルゲンセン デンマーク (DEN)   |
| ライトミドル級 （71kg）       | ラズロ・パップ ハンガリー (HUN)             | チュニス・バン・シャルクウィク 南アフリカ (RSA) | エラディオ・エレラ アルゼンチン (ARG)     |
| ライトミドル級 （71kg）       | ラズロ・パップ ハンガリー (HUN)             | チュニス・バン・シャルクウィク 南アフリカ (RSA) | ボリス・ティシン ソビエト連邦 (URS)       |
| ミドル級 （75kg）             | フロイド・パターソン アメリカ合衆国 (USA)   | バシル・ティタ ルーマニア (ROM)                 | ボリス・ニコロフ ブルガリア (BUL)         |
| ミドル級 （75kg）             | フロイド・パターソン アメリカ合衆国 (USA)   | バシル・ティタ ルーマニア (ROM)                 | スティク・ショーリン スウェーデン (SWE)   |
| ライトヘビー級 （81kg）       | ノーベル・リー アメリカ合衆国 (USA)         | アントニオ・パセンサ アルゼンチン (ARG)         | アナトリー・ペロフ ソビエト連邦 (URS)     |
| ライトヘビー級 （81kg）       | ノーベル・リー アメリカ合衆国 (USA)         | アントニオ・パセンサ アルゼンチン (ARG)         | ハリー・シルヤンデル フィンランド (FIN)   |
| ヘビー級 （81kg超）           | エドワード・サンダース アメリカ合衆国 (USA) | インゲマル・ヨハンソン スウェーデン (SWE)       | イルッカ・コスキ フィンランド (FIN)       |
| ヘビー級 （81kg超）           | エドワード・サンダース アメリカ合衆国 (USA) | インゲマル・ヨハンソン スウェーデン (SWE)       | アンドリース・ニーマン 南アフリカ (RSA)   |

## 各国メダル数
| 順 | 国・地域               | 金 | 銀 | 銅 | 計 |
| -- | ---------------------- | -- | -- | -- | -- |
| 1  | アメリカ合衆国 (USA)   | 5  | 0  | 0  | 5  |
| 2  | イタリア (ITA)         | 1  | 1  | 1  | 3  |
| 3  | ポーランド (POL)       | 1  | 1  | 0  | 2  |
| 4  | フィンランド (FIN)     | 1  | 0  | 4  | 5  |
| 5  | チェコスロバキア (TCH) | 1  | 0  | 0  | 1  |
| 5  | ハンガリー (HUN)       | 1  | 0  | 0  | 1  |
| 7  | ソビエト連邦 (URS)     | 0  | 2  | 4  | 6  |
| 8  | 南アフリカ (RSA)       | 0  | 1  | 3  | 4  |
| 9  | アルゼンチン (ARG)     | 0  | 1  | 1  | 2  |
| 9  | ドイツ (GER)           | 0  | 1  | 1  | 2  |
| 9  | ルーマニア (ROU)       | 0  | 1  | 1  | 2  |
| 9  | スウェーデン (SWE)     | 0  | 1  | 1  | 2  |
| 13 | アイルランド (IRL)     | 0  | 1  | 0  | 1  |
| 14 | ブルガリア (BUL)       | 0  | 0  | 1  | 1  |
| 14 | デンマーク (DEN)       | 0  | 0  | 1  | 1  |
| 14 | フランス (FRA)         | 0  | 0  | 1  | 1  |
| 14 | 韓国 (KOR)             | 0  | 0  | 1  | 1  |

## 参照
- Official Olympic Report